# Rafael Delgado (municipalité)
La municipalité de Rafael Delgado est l'une des 212 municipalités de l'État de Veracruz, et est située dans la partie centrale de cet État. Elle se situe à l'ouest du golfe du Mexique, sur les contreforts de la chaîne de montagnes de la Sierra Madre orientale, et fait partie du bassin versant de la rivière Río Blanco, affluent nord du fleuve Río Papaloapan. Son chef-lieu est la ville éponyme de Rafael Delgado. Elle dépend de la région administrative de Las Montañas, qui est une des 10 subdivisions administratives de l'État de Veracruz. Elle fait également partie de la "Zona metropolitana de Orizaba", qui regroupe autour de la ville de Orizaba les municipalités faisant partie de sa sphère d'influence.

## Géographie
La municipalité de Rafael Delgado s'étend en arc de cercle au dessus des municipalités de San Andrés Tenejapan et de Tlilapan, dans le bassin versant de la rivière Río Blanco. La rivière Matzinga, affluente du Río Blanco, forme pour partie sa limite au nord-est, tandis que le Río Blanco la forme au nord. Assise sur les contreforts de la chaîne de montagnes de la Sierra Madre orientale, son altitude oscille entre 1160 et 2700 mètres. Son chef-lieu, la ville éponyme de Rafael Delgado, se situe dans les confins nord-est de son territoire, en situation de conurbation avec la ville voisine au nord d'Orizaba. Son territoire couvre une superficie de 26,7 km2, et était peuplé en 2020 de 24 127 habitants, pour une densité de 904,6 km2.
Cette municipalité fait partie de la Zona metropolitana de Orizaba (es), qui est composée des municipalités de Orizaba, Ixtaczoquitlán, Camerino Z. Mendoza, Río Blanco, Nogales, Mariano Escobedo, Ixhuatlancillo, Rafael Delgado, Atzacan, Maltrata, Huiloapan de Cuauhtémoc et Tlilapan, pour une population totale de 465 175 habitants.
Elle est limitrophe au nord de celle d'Orizaba, à l'ouest de celles de Huiloapan de Cuauhtémoc et de Camerino Z. Mendoza, au sud de celles de Soledad Atzompa, de Tequila, de San Andrés Tenejapan et de Tlilapan, et à l'est de celle de Ixtaczoquitlán.

## Composition et démographie
La municipalité était composée en 2020 de 17 localités, dont 2 étaient considérées comme urbaines, les autres étant rurales.
| Localité                | Population |
| ----------------------- | ---------- |
| Rafael Delgado          | 10 298     |
| Jalapilla               | 10 162     |
| Tzoncolco               | 869        |
| Ejido de Rafael Delgado | 703        |
| Las Sirenas             | 448        |
| Reste des localités     | 1647       |
| Total population        | 24 127     |

En plus de l'espagnol, plusieurs langues amérindiennes sont parlées dans la municipalité, dont les principales sont par ordre d'importance : le nahuatl, et de manière plus marginale le mazatèque, et le mixtèque.

## Histoire
La municipalité est fondée en 1831 et se nomme alors San Juan del Río. Elle change de nom en 1932, pour devenir Rafael Delgado, du nom de l'écrivain mexicain Rafael Delgado (es) (1853-1914).

## Économie

### Agriculture et élevage
La superficie des parcelles semées représentait en 2019 une surface totale de 417 hectares, parmi lesquels 230 hectares étaient voués à la culture du maïs, 95 hectares étaient voués à la culture du glaïeul, et 33 hectares voués à la culture du lys.
En 2020, la production de viande par tonnes comprenait 2,1 tonnes de viande bovine, 12,3 tonnes de viande porcine, 0,8 tonne de viande ovine, 491,2 tonnes de volailles, et 3,8 tonnes de dinde. La superficie vouée à l'élevage représentait alors 201 hectares.